# Selección femenina de fútbol de Eslovaquia
La selección femenina de fútbol de Eslovaquia representa a Eslovaquia en las competiciones internacionales de fútbol femenino. Jugó su primer partido internacional el 21 de junio de 1993 contra la selección femenina de fútbol de la República Checa, partido que perdió Eslovaquia por seis goles a cero.
No ha participado aún en la Eurocopa Femenina.
Hasta el momento no ha logrado clasificarse para disputar la Copa Mundial Femenina de Fútbol, ni tampoco los juegos olímpicos.

## Estadísticas

### Copa Mundial Femenina de Fútbol
| Edición | Resultado               | Posición                | PJ                      | PG                      | PE                      | PP                      | GF                      | GC                      |
| ------- | ----------------------- | ----------------------- | ----------------------- | ----------------------- | ----------------------- | ----------------------- | ----------------------- | ----------------------- |
| 1991    | No existía la selección | No existía la selección | No existía la selección | No existía la selección | No existía la selección | No existía la selección | No existía la selección | No existía la selección |
| 1995    | No clasificó            | No clasificó            | No clasificó            | No clasificó            | No clasificó            | No clasificó            | No clasificó            | No clasificó            |
| 1999    | No clasificó            | No clasificó            | No clasificó            | No clasificó            | No clasificó            | No clasificó            | No clasificó            | No clasificó            |
| 2003    | No clasificó            | No clasificó            | No clasificó            | No clasificó            | No clasificó            | No clasificó            | No clasificó            | No clasificó            |
| 2007    | No clasificó            | No clasificó            | No clasificó            | No clasificó            | No clasificó            | No clasificó            | No clasificó            | No clasificó            |
| 2011    | No clasificó            | No clasificó            | No clasificó            | No clasificó            | No clasificó            | No clasificó            | No clasificó            | No clasificó            |
| 2015    | No clasificó            | No clasificó            | No clasificó            | No clasificó            | No clasificó            | No clasificó            | No clasificó            | No clasificó            |
| 2019    | No clasificó            | No clasificó            | No clasificó            | No clasificó            | No clasificó            | No clasificó            | No clasificó            | No clasificó            |
| 2023    | No clasificó            | No clasificó            | No clasificó            | No clasificó            | No clasificó            | No clasificó            | No clasificó            | No clasificó            |
| 2027    | Por disputarse          | Por disputarse          | Por disputarse          | Por disputarse          | Por disputarse          | Por disputarse          | Por disputarse          | Por disputarse          |
| Total   | 0/9                     | -                       | -                       | -                       | -                       | -                       | -                       | -                       |

### Eurocopa Femenina
| Edición | Resultado               | Posición                | PJ                      | PG                      | PE                      | PP                      | GF                      | GC                      |
| ------- | ----------------------- | ----------------------- | ----------------------- | ----------------------- | ----------------------- | ----------------------- | ----------------------- | ----------------------- |
| 1984    | No existía la selección | No existía la selección | No existía la selección | No existía la selección | No existía la selección | No existía la selección | No existía la selección | No existía la selección |
| 1987    | No existía la selección | No existía la selección | No existía la selección | No existía la selección | No existía la selección | No existía la selección | No existía la selección | No existía la selección |
| 1989    | No existía la selección | No existía la selección | No existía la selección | No existía la selección | No existía la selección | No existía la selección | No existía la selección | No existía la selección |
| 1991    | No existía la selección | No existía la selección | No existía la selección | No existía la selección | No existía la selección | No existía la selección | No existía la selección | No existía la selección |
| 1993    | No clasificó            | No clasificó            | No clasificó            | No clasificó            | No clasificó            | No clasificó            | No clasificó            | No clasificó            |
| 1995    | No clasificó            | No clasificó            | No clasificó            | No clasificó            | No clasificó            | No clasificó            | No clasificó            | No clasificó            |
| 1997    | No clasificó            | No clasificó            | No clasificó            | No clasificó            | No clasificó            | No clasificó            | No clasificó            | No clasificó            |
| 2001    | No clasificó            | No clasificó            | No clasificó            | No clasificó            | No clasificó            | No clasificó            | No clasificó            | No clasificó            |
| 2005    | No clasificó            | No clasificó            | No clasificó            | No clasificó            | No clasificó            | No clasificó            | No clasificó            | No clasificó            |
| 2009    | No clasificó            | No clasificó            | No clasificó            | No clasificó            | No clasificó            | No clasificó            | No clasificó            | No clasificó            |
| 2013    | No clasificó            | No clasificó            | No clasificó            | No clasificó            | No clasificó            | No clasificó            | No clasificó            | No clasificó            |
| 2017    | No clasificó            | No clasificó            | No clasificó            | No clasificó            | No clasificó            | No clasificó            | No clasificó            | No clasificó            |
| 2022    | No clasificó            | No clasificó            | No clasificó            | No clasificó            | No clasificó            | No clasificó            | No clasificó            | No clasificó            |
| 2025    | No clasificó            | No clasificó            | No clasificó            | No clasificó            | No clasificó            | No clasificó            | No clasificó            | No clasificó            |
| Total   | 0/14                    | -                       | -                       | -                       | -                       | -                       | -                       | -                       |

### Liga de Naciones Femenina de la UEFA
| Edición | L     | G     | Resultado     | PJ | PG | PE | PP | GF | GC |
| ------- | ----- | ----- | ------------- | -- | -- | -- | -- | -- | -- |
| 2023-24 | B     | 4     | Segundo lugar | 8  | 4  | 1  | 3  | 18 | 13 |
| Total   | Total | Total | 1/1           | 8  | 4  | 1  | 3  | 18 | 13 |

## Últimos y próximos encuentros
Actualizado al último partido jugado el 16 de julio de 2024
| Fecha      | Ciudad                | Local      | Resultado | Visitante  | Competición                     |
| ---------- | --------------------- | ---------- | --------- | ---------- | ------------------------------- |
| 23-02-2024 | Riga                  | Letonia    | 0:3       | Eslovaquia | Liga de Naciones Femenina 23/24 |
| 27-02-2024 | Trnava                | Eslovaquia | 6:0       | Letonia    | Liga de Naciones Femenina 23/24 |
| 05-04-2024 | Senec                 | Eslovaquia | 2:0       | Israel     | Clas. Eurocopa Femenina 2025    |
| 09-04-2024 | Glasgow               | Escocia    | 1:0       | Eslovaquia | Clas. Eurocopa Femenina 2025    |
| 31-05-2024 | Belgrado              | Serbia     | 2:1       | Eslovaquia | Clas. Eurocopa Femenina 2025    |
| 04-06-2024 | Trnava                | Eslovaquia | 0:4       | Serbia     | Clas. Eurocopa Femenina 2025    |
| 12-07-2024 | Nitra                 | Eslovaquia | 0:2       | Escocia    | Clas. Eurocopa Femenina 2025    |
| 16-07-2024 | Budaörs               | Israel     | 2:2       | Eslovaquia | Clas. Eurocopa Femenina 2025    |
| 22-10-2024 | Bandera de Eslovaquia | Eslovaquia | -:-       | Gales      | Clas. Eurocopa Femenina 2025    |
| 28-10-2024 | Bandera de Gales      | Gales      | -:-       | Eslovaquia | Clas. Eurocopa Femenina 2025    |

## Última convocatoria
Jugadoras convocadas para el partido contra Suecia del 1 de diciembre de 2020.
| No. | Pos. | Jugadora             | Fecha de nacimiento (edad)         | Apa. | Goles | Club                 |
| --- | ---- | -------------------- | ---------------------------------- | ---- | ----- | -------------------- |
| 1   | POR  | Lucia El-Dahaibiová  | 22 de enero de 1989 (36 años)      | 8    | 0     | USC Landhaus Wien    |
| 12  | POR  | Mária Korenčiová     | 27 de abril de 1989 (36 años)      | 89   | 0     | Milan                |
| 23  | POR  | Patrícia Chládeková  | 4 de abril de 1997 (28 años)       | 2    | 0     | 1. FC Saarbrücken    |
|     |      |                      |                                    |      |       |                      |
| 2   | DEF  | Lucia Haršányová     | 27 de agosto de 1990 (34 años)     | 39   | 4     | MSV Duisburg         |
| 6   | DEF  | Viktória Čeriová     | 28 de marzo de 1998 (27 años)      | 0    | 0     | Slovan Bratislava    |
| 7   | DEF  | Patrícia Fischerová  | 26 de agosto de 1993 (31 años)     | 13   | 1     | Czarni Sosnowiec     |
| 13  | DEF  | Kristína Košíková    | 10 de diciembre de 1993 (31 años)  | 5    | 0     | Slovan Liberec       |
| 16  | DEF  | Diana Bartovičová    | 20 de mayo de 1993 (32 años)       | 40   | 2     | Slavia Prague        |
| 19  | DEF  | Monika Bytčánková    | 14 de mayo de 1998 (27 años)       | 0    | 0     | Slovan Bratislava    |
| 20  | DEF  | Andrea Horváthová    | 5 de octubre de 1995 (29 años)     | 7    | 0     | Czarni Sosnowiec     |
|     |      |                      |                                    |      |       |                      |
| 5   | MED  | Alexandra Bíróová    | 13 de julio de 1991 (34 años)      | 45   | 3     | St. Pölten           |
| 8   | MED  | Diana Lemešová       | 4 de octubre de 2000 (24 años)     | 0    | 0     | SKV Altenmarkt       |
| 9   | MED  | Dominika Koleničková | 24 de septiembre de 1992 (32 años) | 11   | 0     | F. C. Saarbrücken    |
| 10  | MED  | Lucia Ondrušová      | 10 de mayo de 1988 (37 años)       | 39   | 3     | Sparta Prague        |
| 17  | MED  | Mária Mikolajová     | 13 de junio de 1999 (26 años)      | 16   | 1     | St. Pölten           |
| 15  | MED  | Laura Žemberyová     | 20 de agosto de 2001 (23 años)     | 2    | 0     | Slavia Prague        |
| 18  | MED  | Dominika Škorvánková | 21 de agosto de 1991 (33 años)     | 57   | 11    | Montpellier          |
|     |      |                      |                                    |      |       |                      |
| 3   | DEL  | Stela Semanová       | 30 de abril de 2001 (24 años)      | 1    | 0     | Partizán Bardejov    |
| 4   | DEL  | Monika Havranová     | 4 de abril de 1997 (28 años)       | 10   | 0     | SV Horn              |
| 11  | DEL  | Kristína Panáková    | 4 de diciembre de 2001 (23 años)   | 0    | 0     | Desconocido          |
| 14  | DEL  | Petra Zdechovanová   | 2 de noviembre de 1995 (29 años)   | 43   | 0     | Mitech Żywiec        |
| 21  | DEL  | Martina Šurnovská    | 10 de febrero de 1999 (26 años)    | 14   | 0     | Slavia Prague        |
| 22  | DEL  | Veronika Sluková     | 15 de diciembre de 1998 (26 años)  | 4    | 0     | KKS Czarni Sosnowiec |

## Categorías inferiores
La selección femenina sub-15 de Eslovaquia finalizó cuarta en el torneo de fútbol femenino olímpico juvenil 2014, siendo un hito para el fútbol femenino eslovaco; inició perdiendo 6 a 2 con Venezuela, luego gana su primer partido histórico 4 a 0 ante Papúa Nueva Guinea; avanza a semifinales y se enfrenta a China. Durante todo el partido se mantuvo 0-0 y China gana en penales 5 a 3. Eslovaquia juega la medalla de bronce contra México, perdiendo 3 a 1 y terminando cuarta.[cita requerida]